# Pierre Petit (photographe)
Pour les articles homonymes, voir Pierre Petit et Petit.
Pierre Petit, né le 15 août 1831 à Aups (Var) et mort le 16 février 1909 à Paris, est un photographe français.

## Biographie

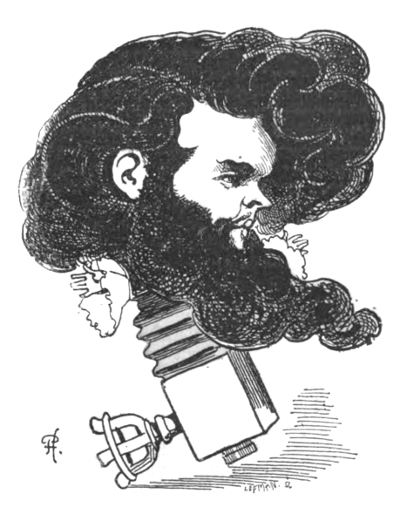
Caricature de Pierre Petit par Paul Hadol, parue dans Le Trombinoscope de Georges Lafosse en 1875.

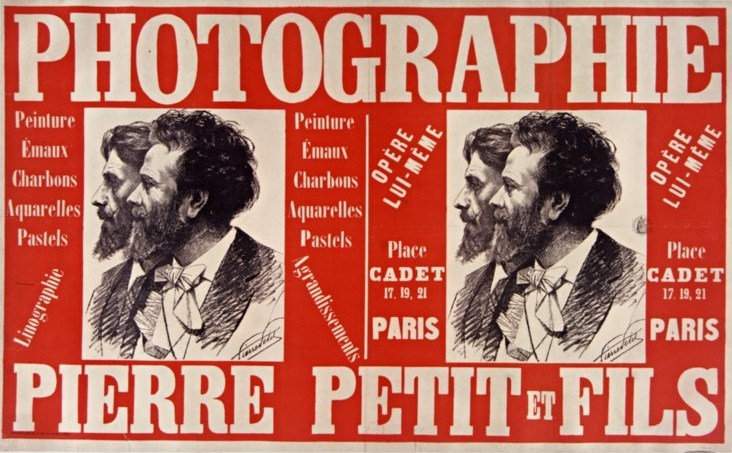
Pierre Petit et fils, affiche publicitaire.

### Naissance et origine sociale
Pierre Lanith Petit est né dans la nuit du 15 au 16 août 1831 à Aups dans le Var. Il est le fils d'André Joseph Petit (1797-1871) et de Marie Françoise Petit née Baud (1801/1802-1857). Son origine modeste n’était pas au XIXe siècle un obstacle pour devenir photographe professionnel car « […] le métier de photographe s‘ouvre à toutes les catégories sociales et professionnelles, offre à toute personne au bas de l’échelle sociale la possibilité d’échapper à sa condition.» 

### Carrière
Pierre Lanith Petit apprend la technique photographique avec Eugène Disdéri, l'inventeur de la photo carte de visite. En raison de sa chevelure abondante et par jeu de mots avec le roi Clodion le chevelu, il est surnommé « Collodion le chevelu ».
Il installe ses studios à Paris, en 1858 au no 31 rue Cadet. Il ouvre un atelier à Baden et un autre à Marseille. Sur sa carte de visite on peut lire : « Photographe de l'Épiscopat français, des Lycées et Écoles de France, de la Faculté de Médecine et de la Société des gens de lettres ». C'est chez lui qu'Étienne Carjat, jusque là dessinateur caricaturiste de presse, apprend la photographie.
En 1859, il entame un ambitieux projet de Galerie des hommes du jour, composée de portraits accompagnés de notices biographiques de personnalités au centre de l’actualité des spectacles, de la culture et de la vie politique. Ce travail lance sa notoriété et il s'associe à Antoine Trinquart. La Galerie des hommes du jour. Portraits photographiés de la maison Pierre Petit et Trinquart exécutés d'après nature, avec des textes de Théodore Pelloquet, publiée en 1861 mais trop luxueuse, s'interrompt après la septième livraison.
En 1862, Pierre Petit intente un procès, qu'il perdra, contre son ancien associé Antoine Trinquart, qui avait installé un studio photographique à l'enseigne des Nouveaux Ateliers, à moins de mille mètres de celui de Petit, rue Cadet.
La même année, il est nommé photographe de l'Épiscopat et des ordres religieux, et il réalise une série de portraits d'ecclésiastiques dans toute la France.
La commission impériale le nomme photographe officiel de l'Exposition universelle de 1867 à Paris où il réalise 12 000 clichés.
Il contribue à la documentation du siège de Paris lors de la Commune par des clichés comme ceux de la rue de Rivoli éventrée par les bombes, ou des scènes du champ de bataille d'Ivry.
Il adhère en 1875 à la Société française de photographie et devient le photographe officiel de plusieurs institutions dont la faculté de médecine. Il se rend au Jardin d'acclimatation pour photographier les représentants de diverses tribus qui y étaient alors exhibées.
De 1871 à 1884, il est chargé par l'État de suivre les travaux de construction de la statue de la Liberté dans l'atelier parisien d'Auguste Bartholdi avant son expédition pour New York. Il photographie la tête de la statue exposée à l’Exposition universelle de 1878 à Paris. Il est nommé chevalier de la Légion d'honneur le 23 juillet 1881.
Pierre Petit adhère, en qualité de membre libre, à la quatrième Société du Caveau. On lit dans le recueil annuel des chansons du Caveau pour 1900 :

« Le célèbre Pierre Petit, membre libre du Caveau, s'occupe en ce mois, de photographier, à titre purement gracieux, chacun de ses collègues, pour les grouper ensuite, selon l'usage traditionnel, dans un tableau d'ensemble qui sera exposé dans la salle du restaurant Corazza, à toutes les réunions de la Société. »

Son studio photographique produisit de nombreuses photographies de classe des grands lycées de Paris et sa région dès 1870. Après la mort de Pierre Petit, cette activité, ainsi que la publication d'un Album de 32 vues de Paris Inondé et sa banlieue du 29 janvier 1910, continua jusqu'après 1920 par l'un de ses fils sous l'enseigne « Pierre Petit, rue Cadet, Paris », puis « Pierre Petit, 122 rue Lafayette, Paris ».
Il a été propriétaire de la revue Les Veillées chrétiennes.
Pierre Petit est mort le 16 février 1909, à son domicile dans le 10e arrondissement de Paris. Il est inhumé au cimetière des Batignolles (10e division).

Photographies par Pierre Petit
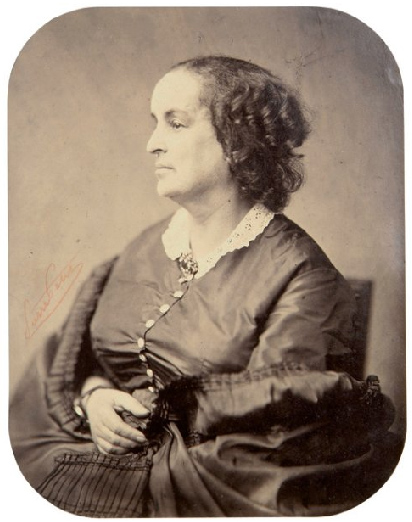
Adèle Hugo (vers 1860).
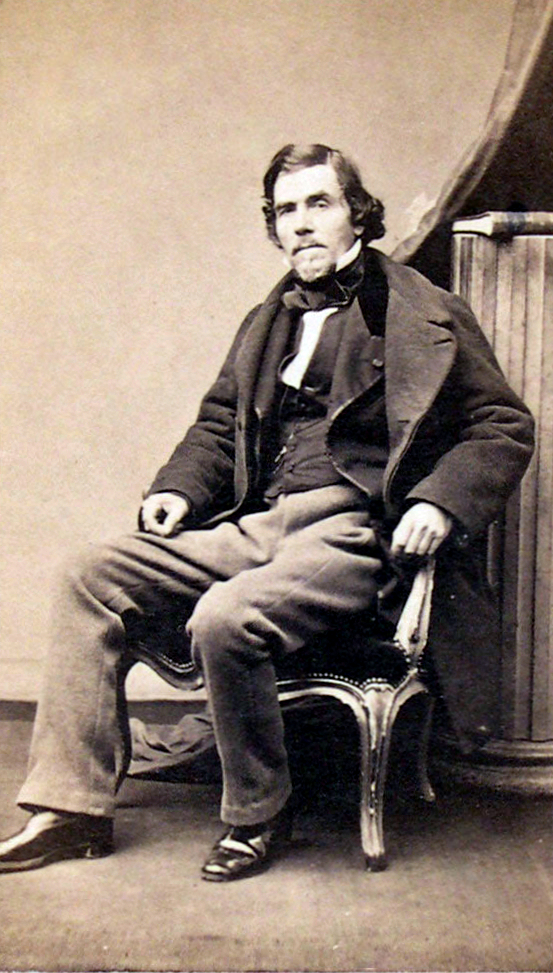
Eugène Delacroix (avant 1863).
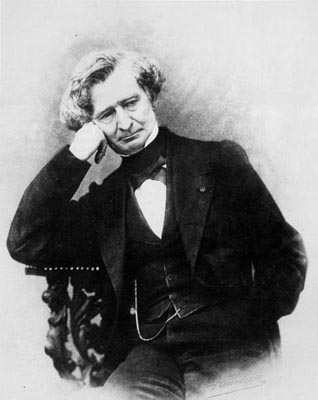
Hector Berlioz (1863).
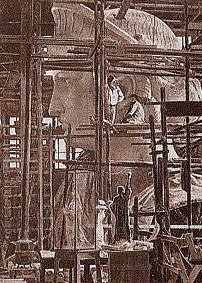
Tête de la statue de la Liberté dans l'atelier de Bartholdi (vers 1878).
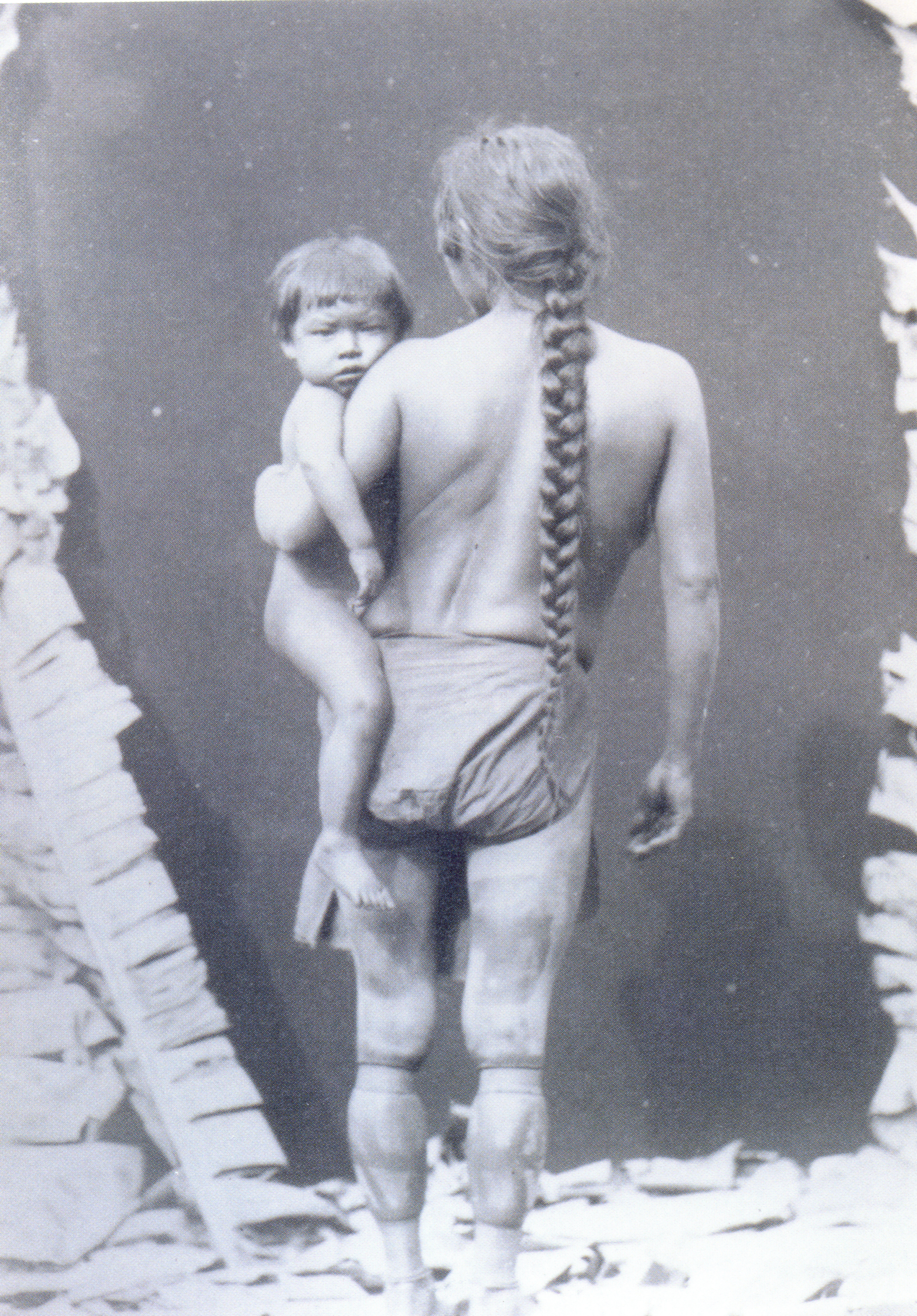
Femme Kali'na et son enfant (1882).
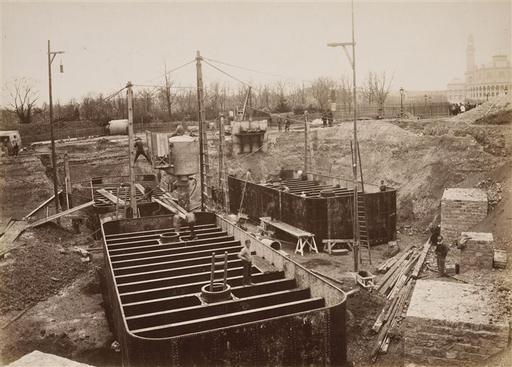
Les fondations de la tour Eiffel, caissons (1887).

## Distinctions
- Chevalier de la Légion d'honneur (1881)